# Francisco Conesa
Francisco Conesa Hernández, también conocido como Paco Conesa (La Unión, Murcia, 1947-Cartagena, 29 de agosto de 2016), fue un pintor, escultor y escenógrafo español.
Estudió en la Escuela de Artes y Oficios de Madrid y amplió su formación en pintura en el extranjero, tanto en la Universidad de Perugia como, posteriormente, en la Fundación Armando Álvares Penteado de São Paulo, becado por el gobierno de Brasil.
Participó en numerosas exposiciones, tanto individuales como colectivas. En Brasil expuso en el Museo de Arte de São Paulo (1977).
Colaboró en repetidas ocasiones con el Festival del Cante de las Minas, tanto como cartelista (1973 y 1986), como en el diseño de escenografías o de la cubierta de la revista Lámpara Minera (2010) cuando se celebró el 50 aniversario del Festival.
Como escultor, realizó imaginería religiosa. Buena parte de las imágenes que procesionan en Semana Santa en su localidad natal, La Unión, se deben a Conesa, como la Dolorosa (1991), la Soledad (1994), la Magdalena (1995), la Caridad (1996) y el Cristo yacente (1996). En la iglesia de Nuestra Señora de la Asunción de Algete (Madrid) se conserva una piedad (o Virgen de las Angustias con su hijo muerto en brazos) obra de Conesa de 2003, imagen que procesiona el Viernes Santo.
Trabajó también como escenógrafo y figurinista en distintos montajes teatrales en toda España.

## Homenajes
A título póstumo, fue declarado Hijo predilecto de La Unión.
La XVI edición del Certamen Nacional de Teatro Baeza Clemares de La Unión estuvo dedicada a su memoria.